# 하타키역
하타키역(일본어: 八多喜駅 하타키에키[*])은 일본 에히메현 오즈시에 있는 시코쿠 여객철도 요산선의 역이다. 역 번호는 S14이며, 단선 승강장 1면 1선의 구조를 지닌 지상역이다.

## 역 주변
- 히지 강
- 오즈 시 하타키 연락소

## 역사
- 1918년 2월 14일 : 에히메 철도의 소속 역으로 개업.
- 1987년 4월 1일 : 민영화에 따라, 시코쿠 여객철도로 이관.

## 인접 정차역
| 시코쿠 여객철도 요산선            | 시코쿠 여객철도 요산선 | 시코쿠 여객철도 요산선    |
| --------------------------------- | ---------------------- | ------------------------- |
| S 14 이요시라타키 무카이바라 방면 | 요산 선                | 하루카 S 16 이요오즈 방면 |